# Diglossa humeralis
Diglossa humeralis  (лат.) — вид птиц из семейства танагровых. Птицы обитают на пахотных землях, хорошо высушиваемых солнцем пространствах, в пригородных садах и субтропических и тропических горных кустарниковых зарослях, горных влажных и сильно деградированных лесах, на высоте 2200—4000 метров над уровнем моря. Длина тела 14,5 см, масса около 13 грамм.
Выделяют три подвида:
- Diglossa humeralis nocticolor — Сьерра-Невада-де-Санта-Марта (северная Колумбия) и Сьерра-де-Периха (на колумбийско-венесуэльской границе);
- Diglossa humeralis humeralis — юго-западная Венесуэла (южная Тачира южнее от перелома Тачира) и в соседних восточных Андах Колумбии (от Норте-де-Сантандера южнее до Кундинамарки и, возможно, в Нариньо);
- Diglossa humeralis aterrima — в Андах Колумбии (на юге от северной Антьокии, от Серро-Мунчике в Кауке), в Эквадоре и северном Перу (южнее до долины Мараньон).